# 東廟前駅
東廟前駅（トンミョアプえき）は、大韓民国ソウル特別市鐘路区崇仁洞にあるソウル交通公社の駅。

## 利用可能な鉄道路線
ソウル交通公社
 1号線 - 駅番号は127
 6号線 - 駅番号は636

## 歴史
- 2000年12月15日 - ソウル特別市都市鉄道公社（当時）6号線の駅が開業。
- 2005年12月21日 - ソウルメトロ（当時）1号線の駅が開業、乗換駅になる[1]。
- 2017年5月31日 - ソウルメトロとソウル特別市都市鉄道公社が統合され、1号線・6号線はソウル交通公社の駅となる[2]。

## 駅構造

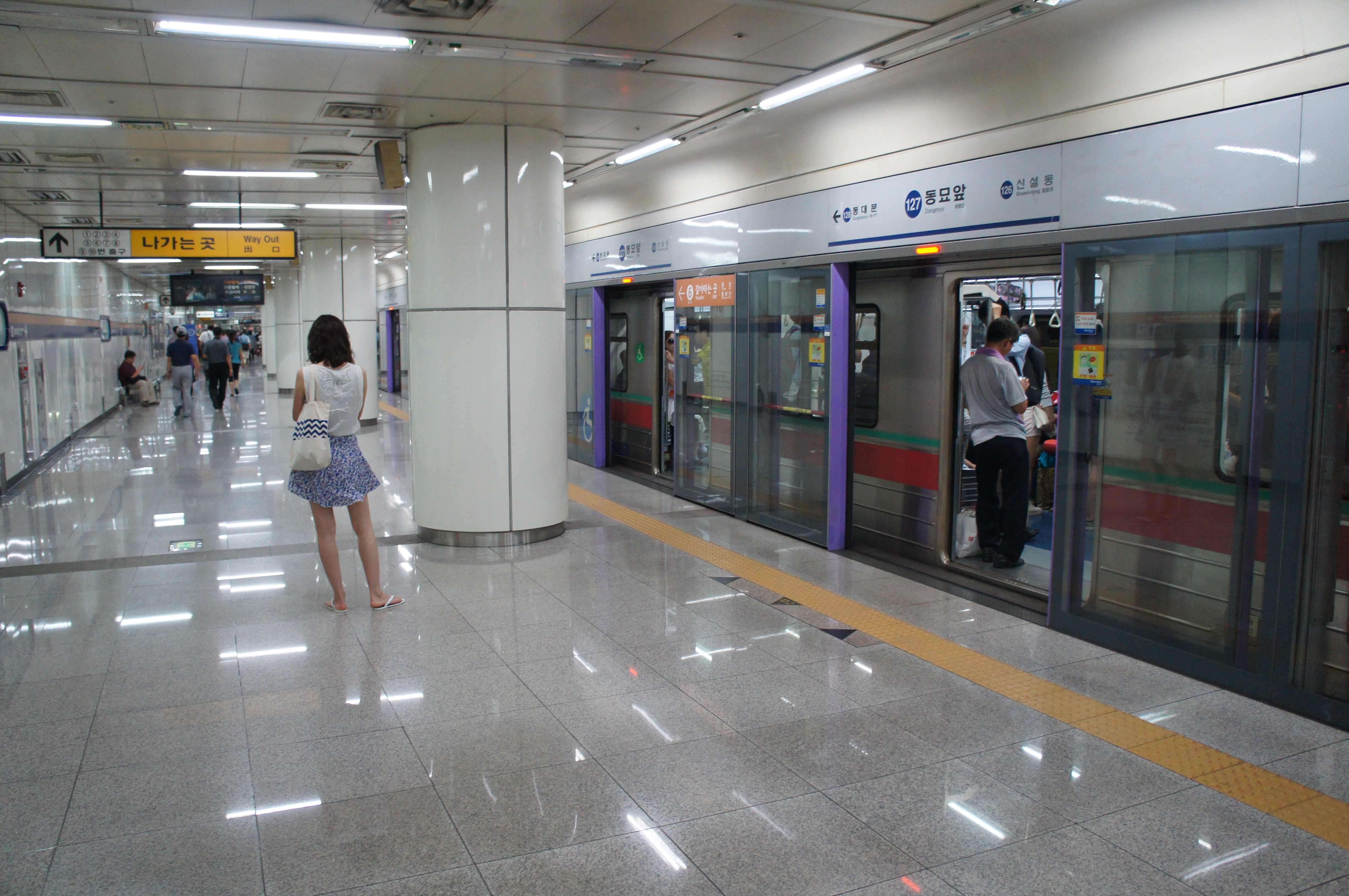
1号線ホーム

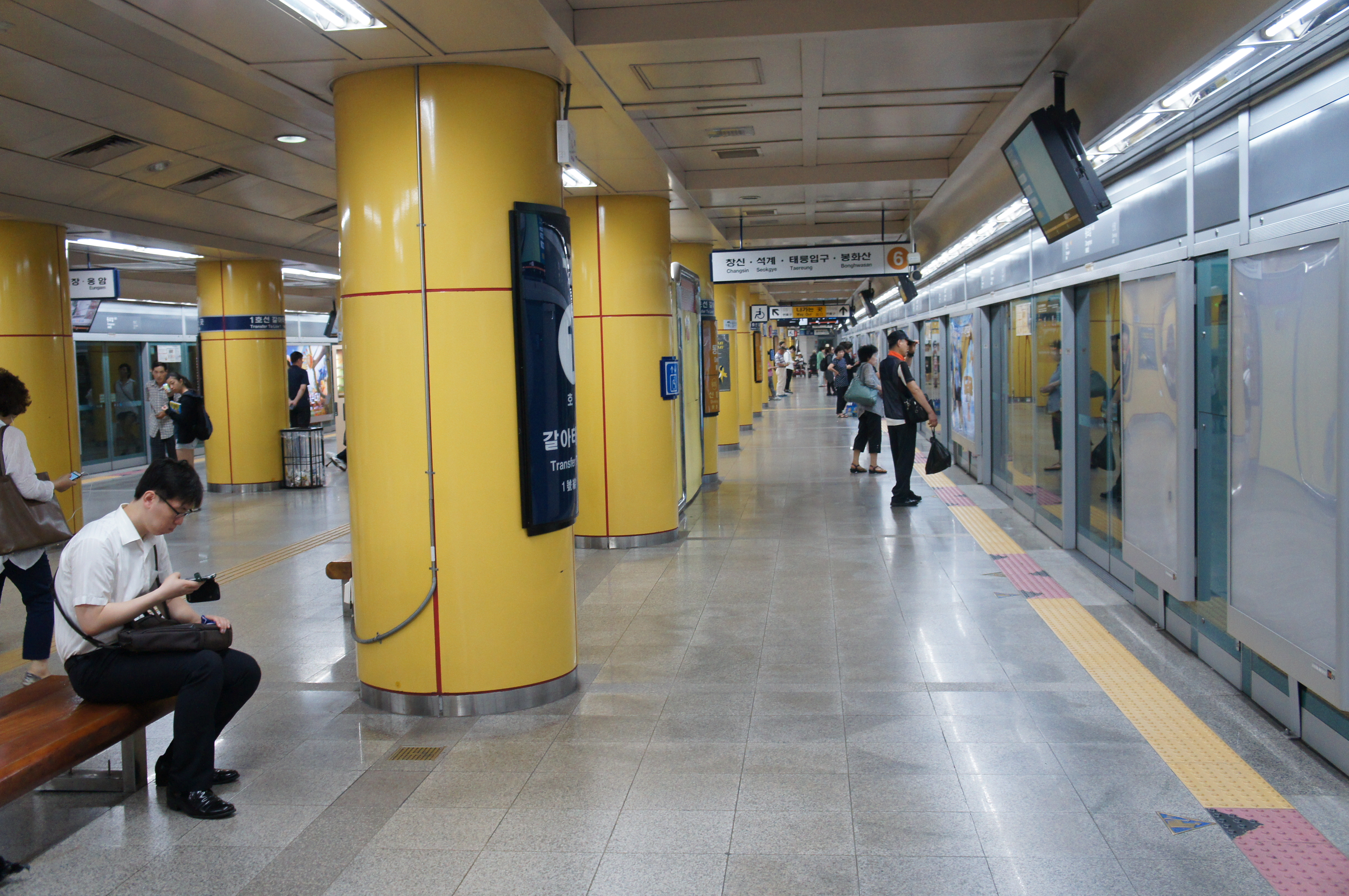
6号線ホーム

1号線は相対式ホーム2面2線を有する地下駅で、スクリーンドアが設置されている。改札口は下りホームは東寄りの場所に隣接しており、上りホームは東寄りに改札口に繋がる階段がある。6号線に乗り換える場合、上下ホーム共にホーム西寄りにある階段を下って乗り換え通路を経由する必要がある。
6号線は島式ホーム1面2線の地下駅で、フルスクリーンタイプのホームドアが設置されている。1号線に乗り換える場合、ホーム北寄りにある階段を上って乗り換え通路を経由する必要がある。ホーム南寄りにある階段2か所は改札口に繋がり、ホーム北端にある階段は別の改札口に繋がる。
1号線には当駅始終着の列車が存在する。この列車は隣の新設洞駅との間で分岐している短絡線を通って2号線聖水支線へ乗り入れ、龍踏駅近くにある君子車両事務所まで回送される。

### のりば
のりばの番号は存在しない。
| ホーム | 路線  | 行先                                                     |
| ------ | ----- | -------------------------------------------------------- |
| 上り   | 1号線 | 清凉里・光云大・議政府・楊州・東豆川・逍遥山方面         |
| 下り   | 1号線 | ソウル駅・九老・富平・仁川・水原・西東灘・天安・新昌方面 |
| 上り   | 6号線 | 薬水・孔徳・デジタルメディアシティ・鷹岩方面             |
| 下り   | 6号線 | 高麗大・石渓・泰陵入口・新内方面                         |

### 1号線東廟前駅開業まで
元々の計画は6号線東廟前駅と1号線東大門駅の間に乗り換え通路を設置し、乗り継ぎさせようとしていたが、乗り換え通路が300mとかなり長くなるため白紙に戻った。代わりに6号線開通直前の2000年に、1号線に新駅を設置し、6号線東廟前駅との乗り換えができるようにすることに決定した。そして6号線東廟前駅が開業した5年後に1号線東廟前駅が開業した。乗り換えができるようになってからは利用率は増加している。

### 出口について

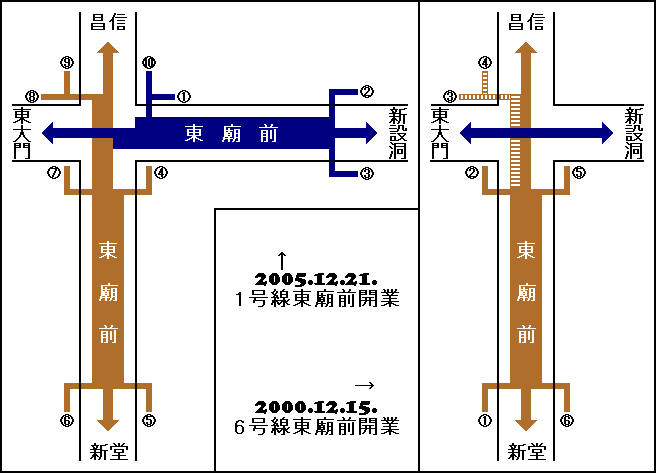
1号線・東廟前駅開業による出口番号の改正

10番まである。最初には1号線の駅が計画になく、6号線だけ1～6番を名乗っていて、3番と4番が未開通で欠番になっていたが、1号線側の開業によって番号が全面変更になり、元の1・2・5・6番が新しく6・7・4・5番に改められ、未開通だった3番と4番は8番と9番として完成されることになった（1号線側に1・2・3・10番出口が新設）。

## 利用状況
近年の一日平均利用人員推移は下記のとおり。なお、6号線の2000年は開業日の12月15日から12月31日までの17日間の平均である。
| 路線  | 路線     | 2000年 | 2001年 | 2002年 | 2003年 | 2004年 | 2005年 | 2006年 | 2007年 | 2008年 | 2009年 | 出典  |
| ----- | -------- | ------ | ------ | ------ | ------ | ------ | ------ | ------ | ------ | ------ | ------ | ----- |
| 1号線 | 乗車人員 | 未開通 | 未開通 | 未開通 | 未開通 | 未開通 | 2,845  | 5,118  | 6,565  | 7,193  | 7,606  | [ 3 ] |
| 1号線 | 降車人員 | 未開通 | 未開通 | 未開通 | 未開通 | 未開通 | 3,615  | 5,864  | 7,211  | 7,957  | 8,288  | [ 3 ] |
| 1号線 | 乗降人員 | 未開通 | 未開通 | 未開通 | 未開通 | 未開通 | 6,460  | 10,982 | 13,776 | 15,151 | 15,893 | [ 3 ] |
| 6号線 | 乗車人員 | 3,094  | 5,113  | 6,326  | 6,021  | 6,141  | 6,504  | 8,673  | 8,744  | 9,234  | 9,285  | [ 4 ] |
| 6号線 | 降車人員 | 2,753  | 5,334  | 6,487  | 6,273  | 6,386  | 6,712  | 7,996  | 8,215  | 8,700  | 8,917  | [ 4 ] |
| 6号線 | 乗降人員 | 5,847  | 10,447 | 12,813 | 12,294 | 12,527 | 13,216 | 16,669 | 16,959 | 17,934 | 18,202 | [ 4 ] |
| 路線  | 路線     | 2010年 | 2011年 | 2012年 | 2013年 | 2014年 | 2015年 |        |        |        |        |       |
| 1号線 | 乗車人員 | 7,790  | 8,292  | 8,577  | 9,013  | 9,694  | 9,802  |        |        |        |        |       |
| 1号線 | 降車人員 | 8,436  | 8,943  | 9,113  | 9,498  | 10,255 | 10,381 |        |        |        |        |       |
| 1号線 | 乗降人員 | 16,226 | 17,235 | 17,690 | 18,511 | 19,949 | 20,183 |        |        |        |        |       |
| 6号線 | 乗車人員 | 9,610  | 9,862  | 9,599  | 9,480  | 9,657  | 9,315  |        |        |        |        |       |
| 6号線 | 降車人員 | 9,514  | 9,808  | 9,552  | 9,406  | 9,587  | 9,221  |        |        |        |        |       |
| 6号線 | 乗降人員 | 19,125 | 19,669 | 19,151 | 18,886 | 19,244 | 18,536 |        |        |        |        |       |

## 駅周辺
- 崇仁公園
- ソウル専門学校
- 崇仁2洞住民センター
- 東廟公園
  - 東廟
- ソウルダソム観光高等学校（朝鮮語版）
- ソウル昌信初等学校（朝鮮語版）
- KRAプラザ（朝鮮語版）崇仁支店
- 鐘路中区赤十字奉仕院
- 新設洞総合市場
- 昌信1洞
- 昌信初等学校
- KT
- 昌信1洞住民センター
- 鐘路産業学校
- 城東工業高等学校（朝鮮語版）
- 東門市場
- 東大門
- 昌信3洞住民センター
- 鐘路区民会館
- 鐘路区保健所東部診療所
- イーマート清渓川店
- ロッテシネマ黄鶴

## 隣の駅
ソウル交通公社
 1号線
新設洞駅 (126) - 東廟前駅 (127) - 東大門駅 (128)
 6号線
新堂駅 (635) - 東廟前駅 (636) - 昌信駅 (637)